# Ordine della lealtà al sultano Abdul Halim Mu'adzam Shah
L'Illustre ordine della lealtà al sultano Abdul Halim Mu'adzam Shah è un ordine cavalleresco del sultanato di Kedah.

## Storia
L'ordine è stato fondato il 15 luglio 1983.

## Classi
L'ordine dispone delle seguenti classi di benemerenza che danno diritto a dei post nominali qui indicati tra parentesi:
- Gran commendatore o Darjah Seri Setia Sultan 'Abdu'l Halim Mu'azzam Shah (SHMS) - dal 2008
  - Gli insigniti maschi hanno diritto al prefisso Dato' Sri mentre le loro mogli hanno diritto al prefisso Datin Sri
- Cavaliere commendatore o Datuk Sri Paduka Sultan 'Abdu'l Halim Mu'azzam Shah (DHMS)
  - Gli insigniti maschi hanno diritto al prefisso Dato' Paduka' mentre le loro mogli hanno diritto al prefisso Datin Paduka
- Compagno o Setia Sultan 'Abdu'l Halim Mu'azzam Shah (SMS)
- Stella o Bintang Setia Sultan 'Abdu'l Halim Mu'azzam Shah (BMS)

| Nastri |          |                        |                   |
| Stella | Compagno | Cavaliere commendatore | Gran commendatore |

## Insegne
- Gran commendatore Foto

Gli insigniti indossano un collare, un distintivo su una fascia e una stella al petto.
- Cavaliere commendatore Foto

Gli insigniti indossano un distintivo su una fascia e una stella al petto.
- Compagno Uomini & Donne

Gli uomini indossano un distintivo su una fascia al collo.
Le donne indossano un distintivo su un fiocco al petto.
- Stella Foto

Gli insigniti indossano un distintivo al petto.
- Il nastro è blu con striscia centrale gialla e due strisce gialle per lato per la classe di gran commendatore mentre è blu con due strisce gialle per tutte le altre classi.